# Черно-бял гривест лемур
Черно-белия гривест лемур (Varecia variegata) е един от двата вида гривести лемури, представители на семейство Лемурови. Черно-белия гривест лемур е ендемичен вид за остров Мадагаскар. Въпреки че областта на разпространение на този вид е значително по-голяма в сравнение с тази на другия вид от рода — червения гривест лемур, числеността на популацията на черно-белия е значително по-ниска от тази на червения гривест лемур.

## Подвидове
- V. v. variegata (Kerr, 1792)
- V. v. editorum (Osman Hill, 1953)
- V. v. subcincta (A. Smith, 1833)